# Vintre Møller
Vintre Møller (eller Vintremøller, Vintremølle) er en bebyggelse på Midtsjælland, vest for landsbyen Kirke Sonnerup i Lejre Kommune (i det sydvestlige hjørne af den tidligere Bramsnæs Kommune), omkring 8 km sydøst for Holbæk og 15 km vest for Roskilde.
Bynavnet hentyder til de historiske aktiviteter, der har været knyttet til området. Bebyggelsen ligger langs vandløbet Møllebækken, som løber ned ad en skråning, hvorfra der udspringer flere kilder med rimelig stor vandføring. Bækken løber ned mod en en ådal, der udmunder i Tempelkrogen, som sammen med Bramsnæs Bugt udgør den inderste del af Isefjorden.
Møllebækken er et ideelt sted til anlæggelse af vandmøller, og omkring 1900 fandtes fem vandmøller her. To brændte i 1936, og de resterende møller indstillede driften i 1950'erne. Enkelte møllebygninger eksisterer stadig. Området udgjorde tidligere et lille håndværks- og industricentrum, baseret på vandenergi, og opdelt i tre ejerlaug. Her blev forarbejdet korn for omegnens bønder og herregårde. Derudover var der mølleanlæg til forarbejdning af skind og huder samt til fremstilling af bl.a. papir, øl og mineralvand. En af de senest anvendte kilder, der har været anvendt af den tidligere Vintre Møller Mineralvandsfabrik giver en daglig vandvolumen på ca. 59.000 liter vand i døgnet.
Betegnelsen Vintre Møller hentyder formentlig til at en eller flere af de oprindeligt anlagte møller var vintermøller (også betegnet græsmølle), en betegnelse for møller, som kun blev anvendt uden for landbrugssæsonen, hvor vandet blev anvendt til landbrug eller græsningsarealer (deraf navnet vintermølle el. græsmølle).